# AG-57 (Spanje)

De AG-57

De AG-57 of Autopista del Valle Miñor (Galicisch: Autoestrada do Val Miñor) is een autosnelweg in Galicië en verbindt Baredo met Beade over een afstand van 26 kilometer. De snelweg werd aangelegd tussen 1997 en 2010.